# Gyrolaba oculata
Gyrolaba oculata är en stekelart som beskrevs av Henry Keith Townes, Jr. 1970. Gyrolaba oculata ingår i släktet Gyrolaba och familjen brokparasitsteklar. Inga underarter finns listade i Catalogue of Life.